# Francis Cabrel
Francis Cabrel (Agen, 23 novembre 1953) è un cantautore e chitarrista francese.

## Discografia

### Album in studio
- 1977 - Francis Cabrel
- 1979 - Les chemins de traverse
- 1980 - Fragile
- 1981 - Carte Postale
- 1983 - Quelqu'un de l'intérieur
- 1985 - Photos de voyages
- 1989 - Sarbacane
- 1994 - Samedi soir sur la terre
- 1999 - Hors-saison
- 2004 - Les beaux dégâts
- 2008 - Des roses et des orties
- 2012 - Vise le ciel
- 2015 - In extremis
- 2020 - À l'aube revenant

### Album live
- 1984 - Cabrel Public
- 1991 - D'une ombre à l'Autre
- 2000 - Double tour (Électrique & acoustique)
- 2005 - La tournée des bodegas

### Compilation
- 1987 - Cabrel 77-87
- 1994 - Lo Mejor de los Mejores
- 2007 - L'Essentiel 1977-2007